# Bicyclus mesogena
Bicyclus mesogena är en fjärilsart som beskrevs av Karsch 1894. Bicyclus mesogena ingår i släktet Bicyclus och familjen praktfjärilar. Inga underarter finns listade i Catalogue of Life.

## Bildgalleri

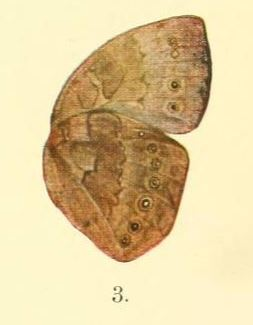